# Apomatus elisabethae
Apomatus elisabethae är en ringmaskart som beskrevs av McIntosh 1885. Apomatus elisabethae ingår i släktet Apomatus och familjen Serpulidae.
Artens utbredningsområde är havet kring Nya Zeeland. Inga underarter finns listade i Catalogue of Life.